# ФК Цетиње
 ФК Цетиње, црногорски је фудбалски клуб из Цетиња, који се тренутно такмичи у Трећој лиги Црне Горе — Југ. Основан је 1975. године. Четири пута је освајао Јужну регију у оквиру Треће лиге Црне Горе, од формирања 2006, док је једном завршио на другом мјесту у Другој лиги.

## Историја
Фудбалски клуб Цетиње је основан 1975. године. Клуб су формирали радници Издавачко - штампарског предузећа „Обод“, те је његов први назив био „Штампар“. Три године по утемељењу, долази до преименовања - екипа је од тада наступала под називом „Тара“, а почетком деведесетих година добија актуелни назив.
Недуго од оснивања, тадашњи „Штампар“ освојио је прво мјесто у четвртолигашком рангу - такмичењу Которског подсавеза 1976/77. Отуд, већ крајем љета 1977. године, млађи цетињски састав одиграо је своје прве сусрете у републичком фудбалском шампионату. Први наступ у такмичењу које је имало 16 судионика, „Штампар“ је окончао на посљедњој позицији, уз једну побједу, четири ремија и 25 пораза.
До данас, клуб је провео низ сезона у Црногорској републичкој лиги, а од 2006. године до данас, Цетиње припада кругу успјешнијих екипа у Трећој лиги - ’Јужна регија’. Најзначајнији резултат у том раздобљу остварен је 2009, освајањем првог мјеста. Ипак, у баражу за попуну Друге Црногорске фудбалске лиге, у којем су још наступили Искра (Даниловград) и Пљевља, Цетиње није успјело обезбиједити промоцију у виши ранг. Заправо, пласман је измакао за бод, колико је износио заостатак у односу на тим из Даниловграда. Ипак, највећи успјех у историји клуба - пласман у Другу црногорску лигу, остварен је 2013. године, након успјеха у баражу са Комом (Подгорица) и Пљевљима.

## Резултати у такмичењима у Црној Гори
| Сезона   | Степен | Лига                      | Бр.екипа  | Позиција   | Куп             |
| -------- | ------ | ------------------------- | --------- | ---------- | --------------- |
| 2006/07. | 3      | Трећа лига — Јужна регија | 7         | 2. мјесто  | Није учествовао |
| 2007/08. | 3      | Трећа лига — Јужна регија | 6         | 5. мјесто  | Није учествовао |
| 2008/09. | 3      | Трећа лига — Јужна регија | 9         | 2. мјесто  | Осмина финала   |
| 2009/10. | 3      | Трећа лига — Јужна регија | Непознато | 1. мјесто  | Није учествовао |
| 2010/11. | 3      | Трећа лига — Јужна регија | Непознато | 5. мјесто  | Прво коло       |
| 2011/12. | 3      | Трећа лига — Јужна регија | Непознато | 3. мјесто  | Није учествовао |
| 2012/13. | 3      | Трећа лига — Јужна регија | Непознато | 1. мјесто  | Прво коло       |
| 2013/14. | 2      | Друга лига                | 12        | 7. мјесто  | Прво коло       |
| 2014/15. | 2      | Друга лига                | 12        | 7. мјесто  | Прво коло       |
| 2015/16. | 2      | Друга лига                | 12        | 2. мјесто  | Прво коло       |
| 2016/17. | 2      | Друга лига                | 12        | 7. мјесто  | Прво коло       |
| 2017/18. | 2      | Друга лига                | 12        | 11. мјесто | Прво коло       |
| 2018/19. | 3      | Трећа лига — Јужна регија | 4         | 1. мјесто  | Није учествовао |
| 2019/20. | 3      | Трећа лига — Југ          | 7         | 4. мјесто  | Прво коло       |
| 2020/21. | 3      | Трећа лига — Југ          | 9         | 1. мјесто  | Није учествовао |
| 2021/22. | 2      | Друга лига                | 10        | 10. мјесто | Није учествовао |
| 2022/23. | 3      | Трећа лига — Југ          | 8         | 8. мјесто  | Није учествовао |
| 2023/24. | 3      | Трећа лига — Југ          | 7         | 6. мјесто  | Није учествовао |
| 2024/25. | 3      | Трећа лига — Југ          | 7         | 7. мјесто  | Није учествовао |

## Успјеси
| Такмичење                      | Такмичење                      | Број                           | Година                         |                                |                                |
| Трећа лига Црне Горе — Југ — 3 | Трећа лига Црне Горе — Југ — 3 | Трећа лига Црне Горе — Југ — 3 | Трећа лига Црне Горе — Југ — 3 | Трећа лига Црне Горе — Југ — 3 | Трећа лига Црне Горе — Југ — 3 |
| ------------------------------ | ------------------------------ | ------------------------------ | ------------------------------ | ------------------------------ | ------------------------------ |
| Трећа лига                     | Првак                          | 3                              | 2009/10, 2012/13, 2020/21      |                                |                                |
| Куп регије Југ — 1             |                                |                                |                                |                                |                                |
| Регионални куп                 | Побједник                      | 1                              | 2008                           |                                |                                |
| Регионални куп                 | Финалиста                      | 2                              | 2010, 2012                     |                                |                                |